# Estnische Fußballmeisterschaft 1942
Die Estnische Fußballmeisterschaft wurde 1942 zum insgesamt 20. Mal als höchste estnische Fußball-Spielklasse der Herren ausgespielt. Im Juni 1941 hatte die deutsche Wehrmacht mit dem Unternehmen Barbarossa begonnen, weshalb es 1941 keinen Spielbetrieb gab. Im Jahr 1942 wurde die Meisterschaft unter deutscher Besetzung ausgetragen. In der Saison 1942 traten nach einer Qualifikationsrunde die in vier Gruppen aufgeteilt war, 5 Vereine in insgesamt 16 von insgesamt 20 geplanten Spielen gegeneinander an. Jedes Team sollte in dieser jeweils einmal zu Hause und auswärts gegen jedes andere Team spielen. Sie wurde allerdings während der Endrunde abgebrochen. Der Tartu PS (Tartu Politsei Spordiring) wurde dadurch vorzeitig Estnischer Meister.  

## 1. Runde
In der ersten Runde konnten sich die Sieger für die Endrunde qualifizieren. Die 1. Runde wurde in die Gruppen Nord (Põhja), Süd (Lõuna), Ost (Ida) und Zentral Estland (Kesk) aufgeteilt. Fett gedruckte Vereine konnte sich qualifizieren.

### Region Nord (Põhja)
- JS Estonia Tallinn
- Tallinna SK
- SK Tallinna Sport
- JK Tallinna Kalev
- Ellamaa Tallinn
- JS Estonia Tallinn B
- SK Tallinna Sport B

### Süd (Lõuna)
- Tartu PS
- Kalev Tartu
- Tartu JK
- Valga SK
- Võru Ilmarine

### Ost (Ida)
- Narva SK
- Rakvere SK
- Kohtla-Järve Võimula
- Ambla Kalev

### Zentral Estland (Kesk)
- JK Pärnu Tervis
- Türi Spordiring
- Viljandi Linnameeskond
- Põltsamaa Linnameeskond
- Paide Järvapojad

## 2. Runde

### Tabelle
| Pl. | Verein             | Sp. | S | U | N | Tore    | Quote | Punkte |
| --- | ------------------ | --- | - | - | - | ------- | ----- | ------ |
| 1.  | Tartu PS           | 7   | 4 | 1 | 2 | 015:110 | 1,36  | 09:50  |
| 2.  | JS Estonia Tallinn | 7   | 4 | 0 | 3 | 017:110 | 1,55  | 08:60  |
| 3.  | SS Tervis Pärnu    | 7   | 3 | 1 | 3 | 021:170 | 1,24  | 07:70  |
| 4.  | Narva SK           | 4   | 2 | 0 | 2 | 009:800 | 1,13  | 04:40  |
| 5.  | Tallinna SK        | 7   | 2 | 0 | 5 | 010:250 | 0,40  | 04:10  |

Platzierungskriterien: 1. Punkte – 2. Torquotient

## Kreuztabelle
| 1942               | TPS | EST | PÄR | NSK | TSK |
| ------------------ | --- | --- | --- | --- | --- |
| Tartu PS           |     | 3:1 | 3:3 | –   | 4:1 |
| JS Estonia Tallinn | 1:2 |     | 3:1 | 2:1 | 5:0 |
| SS Tervis Pärnu    | 1:2 | 4:2 |     | 5:1 | 5:2 |
| Narva SK           | 2:0 | –   | –   |     | 5:1 |
| Tallinna SK        | 2:1 | 0:3 | 4:2 | –   |     |

## Die Meistermannschaft von Tartu PS
(Berücksichtigt wurden alle Spieler der Mannschaft)
| 1. | Tartu PS |
|    | - Spieler: Hermann Kallit, Valentin Kants, Martin Kask, Avdi Kilk, Erich Kivilo, Erich Mals, Elmar Mölder, Artur Oha, Raimond Pakassaar, Valdeko Põder, Richard Rae, Arvo Reial, Boris Riisik, Aleksander Roojärv, Lembit Rämmal, Olev Rämmal, Uno Tiik - Trainer: n. b. |